# Filip Kiss
Nezaměňovat s jiným slovenským fotbalistou podobného jména - Filip Kis (* 1994).
Filip Kiss (maďarsky Kiss Fülöp; * 13. října 1990, Dunajská Streda, Československo) je slovenský fotbalový záložník a reprezentant, od července 2017 hráč saúdskoarabského klubu Al Ettifaq FC. Mimo Slovensko působil na klubové úrovni ve Walesu, Skotsku a Norsku, od léta 2017 je v Saúdské Arábii. Pochází z maďarské menšiny na Slovensku.

## Klubová kariéra
Je odchovancem Interu Bratislava, kde se před sezonou 2007/08 propracoval do prvního mužstva. V létě 2009 zamířil do celku FC Petržalka 1898. Po roce se stal hráčem Slovanu Bratislava, se kterým v ročníku 2010/11 s získal double – prvenství ve slovenském poháru i v lize.

### Cardiff City FC
V červenci 2011 byl ze Slovanu poslán na roční hostování do velšského klubu Cardiff City FC. V průběhu sezóny 2011/12 do Cardiffu přestoupil. Podepsal čtyřletou smlouvu platnou od léta 2012. V prosinci 2013 přinesl skotský deník The Press and Journal informaci, že o něj má eminentní zájem skotský prvoligový klub Ross County FC. Filip do té doby neodehrál v sezóně 2013/14 ani jedno utkání v anglické Premier League.

### Ross County FC (hostování)
V lednu 2014 odešel hostovat do skotského týmu Ross County FC do konce ročníku 2013/14. Kiss byl v Ross County v prosinci 2013 nejprve na testech a trenér Derek Adams s ním byl spokojen. Mužstvu také doporučil svého krajana Erika Čikoše, kterého vedení County angažovalo na hostování ze Slovanu Bratislava. 11. ledna při své ligové premiéře proti Partick Thistle FC přispěl dvěma góly ke konečné remíze 3:3. Dva góly vstřelil i o týden později v ligovém utkání proti Dundee United FC (výhra 3:0). Sezonu 2013/14 zakončil s bilancí 17 ligových zápasů a šest vstřelených gólů. Začátkem srpna 2014 v klubu prodloužil hostování o rok.

### FK Haugesund
V srpnu 2015 odešel na roční hostování do norského týmu FK Haugesund. V létě 2016 po konci smlouvy v Cardiffu do Haugesundu jako volný hráč přestoupil. Časem převzal roli kapitána A-týmu.

### Al Ettifaq FC
V červenci 2017 do klubu Al Ettifaq FC ze Saúdské Arábie, hrající tamní nejvyšší ligu.

## Reprezentační kariéra
Kiss je bývalým mládežnickým reprezentantem Slovenska. Ve výběru do 21 let pod trenérem Ivanem Galádem působil jako kapitán.
Zúčastnil se kvalifikace na Mistrovství Evropy hráčů do 21 let 2013 v Izraeli, ve které se Slovensko probojovalo do baráže proti Nizozemsku. Kiss nastoupil v obou zápasech, které skončily shodnými prohrami slovenského týmu 0:2.
V A-týmu Slovenska debutoval pod trenérem Jánem Kozákem 5. března 2014 v přátelském utkání na stadionu Netanja proti domácímu Izraeli, které skončilo vítězstvím Slovenska 3:1. Nastoupil na hřiště v 86. minutě, střídal dalšího debutanta Norberta Gyömbéra. Druhý zápas odehrál 26. května 2014, kdy jej trenér Ján Kozák nasadil poprvé v základní sestavě proti Rusku na stadionu Zenitu v Petrohradu. Slovensko podlehlo v přípravném utkání Rusku 0:1.
9. října 2014 byl u vítězství 2:1 v kvalifikačním zápase na EURO 2016 proti Španělsku. Slovensko po úvodní výhře nad Ukrajinou vyhrálo i nad úřadujícími mistrem Evropy Španělskem a potvrdilo tak výborný vstup do kvalifikace. Slovensko se probojovalo na evropský šampionát ve Francii, Kiss se ale nevešel do závěrečné 23členné nominace.

### Reprezentační zápasy
Zápasy Filipa Kisse v A-týmu slovenské reprezentace
| 2014                 | 8  | 0 |
| 2015                 | 0  | 0 |
| 2016                 | 3  | 0 |
| Celkem               | 11 | 0 |
| Platí k 22. 11. 2016 |    |   |